# 2. korpus (Kopenska vojska ZDA)
Za druge 2. korpuse glejte 2. korpus.
2. korpus (izvirno angleško II Corps) je bil korpus Kopenske vojske Združenih držav Amerike.

## Organizacija
Julij 1943
- 3. pehotna divizija (mehanizirana)
- 9. pehotna divizija
- 45. pehotna divizija